# 大韓自強会
大韓自強会（だいかんじきょうかい）は、大韓帝国に組織された政治結社。前身は「憲政研究会」。後身は「大韓協会」。

## 概要
1906年4月4日に尹致昊、尹孝定、張志淵らによって設立。義務教育の実施、陋習・弊習の撤廃、有色服装の着用、断髪令の施行などを韓国政府に建議する一方、教育と殖産に力を注ぎ、民族意識の高揚と独立を模索した。日本の韓国統監府との摩擦を避け、日本人の大垣丈夫を顧問としたが、高宗の退位に反対したため、1907年8月21日に強制的に解散されられた。